# Candelabrum
Candelabrum is een geslacht van neteldieren uit de  familie van de Candelabridae.

## Soorten
- Candelabrum australe (Briggs, 1928)
- Candelabrum austrogeorgiae (Jäderholm, 1904)
- Candelabrum capensis (Manton, 1940)
- Candelabrum cocksii (Cocks, 1854)
- Candelabrum fritchmanii Hewitt & Goddard, 2001
- Candelabrum giganteum (Bonnevie, 1898)
- Candelabrum harrisoni (Briggs, 1928)
- Candelabrum meridianum (Briggs, 1939)
- Candelabrum penola (Manton, 1940)
- Candelabrum phrygium (Fabricius, 1780)
- Candelabrum serpentarii Segonzac & Vervoort, 1995
- Candelabrum tentaculatum (Millard, 1966)
- Candelabrum valdiviensis Galea & Schories, 2014
- Candelabrum verrucosum (Bonnevie, 1898)